# Sarmiza Bilcescu
Sarmiza Bilcescu (plus tard Bilcescu-Alimănişteanu), née 27 avril 1867 à Bucarest et morte le 26 août 1935 en Roumanie, est la première femme docteure en droit, ainsi que la première étudiante de la faculté de droit de Paris.

## Biographie

### Formation
Issu d'une famille souvent associée à celle de l'homme politique Ion Brătianu, Sarmiza a été accompagnée en France par sa mère, une féministe autoproclamée. 
Sarmiza Bilcescu est admise à la faculté de droit de Paris en 1884, mais l'accès au bâtiment lui est refusé par le portier qui indique que « les dames n'entrent pas ». Il faut les plaintes de sa mère et un vote du conseil de l'université pour qu'elle puisse suivre les enseignements. Cependant, au terme de sa première année d'études, Edmond Colmet de Santerre, professeur de droit civil rappelle les raisons des réticences préalables d'une partie du corps enseignant en indiquant « Nous avons hésité à accorder à Melle Bilcescu l'autorisation qu'elle demandait par crainte d'avoir à faire la police dans les amphithéâtres » mais constate que la jeune femme « s'est imposée à [leur] estime », par son « assiduité au-dessus de tout éloge et [sa] conduite exemplaire ».
Elle obtient sa licence en droit le 17 juin 1887, avant de soutenir le 12 juin 1890 une thèse de droit intitulée De la condition légale de la mère,,. Pendant les années 1880, une autre femme, Maria Cuțarida-Crătunescu, avait été la première Roumaine à obtenir un doctorat en médecine.

### Avocate et féministe
En 1891, à la suite de la campagne de Constantin Dissescu en sa faveur, elle est admise au barreau du comté d'Ilfov (qui, à l'époque, comprenait également Bucarest), alors présidé par l'avocat et homme politique Take Ionescu,. Son accession au poste d'avocate fait d'elle une pionnière dans son pays (où les femmes étaient traditionnellement rejetées sur des bases juridiques) mais également en Europe, la plupart des pays européens ne le permettant alors encore pas,. 
Cet événement est notamment salué par l'avocat et homme politique libéral belge Louis Franck, qui voit là « une innovation majeure ». Néanmoins, Sarmiza Bilcescu n'a jamais plaidé,.
Elena Popovici, qui à son tour postule au barreau roumain à Ilfov, n'est pas acceptée en 1901.
Sarmiza Bilcescu épouse Constantin Alimănişteanu six ans après avoir été admise au barreau. Elle prend ensuite sa retraite, tout en restant active dans les cercles féministes ; elle compte ainsi parmi les membres fondatrices de la Societatea Domnişoarelor Române (Société des jeunes filles roumaines).
Avec Ana Haret, Sabina Cantacuzino et Maria N. Filipescu, elle créé un comité présidé par la reine Marie, qui, pendant un certain temps en 1915, mène une campagne sans succès en faveur du développement d'une éducation complémentaire pour les femmes qui se sont vu refuser l'accès à l'enseignement supérieur.
Mihail Fărcășanu a publié une biographie de Sarmiza Bilcescu en 1947, sous le pseudonyme de Mihai Villara.